# Callisaurus draconoides
Callisaurus draconoides é uma espécie de lagarto da família Phrynosomatidae. É a única espécie descrita para o gênero Callisaurus. Ocorre no sudoeste dos Estados Unidos e noroeste do México, incluindo diversas ilhas no Golfo da Califórnia.
Estes pequenos répteis de apenas 6-10 centímetros de comprimento vivem nos desertos e se alimentam de insetos e outros invertebrados. Ocasionalmente complementa sua dieta com plantas do deserto.
Dez subespécies são reconhecidas:
- Callisaurus draconoides bogerti Martin Del Campo, 1943
- Callisaurus draconoides brevipes Bogert & Dorson, 1942
- Callisaurus draconoides carmenensis Dickerson, 1919
- Callisaurus draconoides crinitus Cope, 1896
- Callisaurus draconoides draconoides Blainville, 1835
- Callisaurus draconoides inusitanus Dickerson, 1919
- Callisaurus draconoides myurus Richardson, 1915
- Callisaurus draconoides rhodostictus Cope, 1896
- Callisaurus draconoides splendidus Dickerson, 1919
- Callisaurus draconoides ventralis (Hallowell, 1852)